# بني صيفي (مناخة)

تعديل مصدري - تعديل

بني صيفي هي إحدى قرى عزلة بني مقاتل بمديرية مناخة التابعة لمحافظة صنعاء، بلغ تعداد سكانها 85 نسمة حسب تعداد اليمن لعام 2004.